# جیمز ودل
جیمز ودل (انگلیسی: James Weddell؛ ۲۴ اوت ۱۷۸۷ – ۹ سپتامبر ۱۸۳۴) یک مکتشف و دریانورد اهل بریتانیا بود.
وی از اولین کاشفان قطب جنوب محسوب می‌شود و توانسته در ۲۰ فوریه ۱۸۲۳ به همراه کشتی به عرض جغرافیایی ۷۴°۱۵′S و طول جغرافیایی ۳۴°۱۶′۴۵″W (−۷۴٫۲۵، −۳۴٫۲۷۹) و به نزدیکی قطب جنوب برسد، بعداً این دریا به افتخار وی به دریای ودل نام‌گذاری شد.